# Confide in Me (album)
Confide in Me è un album raccolta del 2002 della cantante australiana Kylie Minogue, contenente le tracce degli album Kylie Minogue e Impossible Princess. Una raccolta con le stesse tracce venne ripubblicata nel 2007 con il titolo di Confide in Me: The Irresistible Kylie. La copertina dell'album è uno screenshot del video di Breathe, singolo però non incluso nella raccolta.

## Tracce
1. Put Yourself in My Place – 4:56
2. Some Kind of Bliss – 4:16
3. Surrender – 4:27
4. If I Was Your Lover – 4:47
5. Limbo – 4:07
6. Did It Again – 4:24
7. Through the Years – 4:22
8. Too Far – 4:46
9. Say Hey – 3:40
10. Time Will Pass You By – 5:28
11. Cowboy Style – 4:48
12. Falling – 6:46
13. I Don't Need Anyone – 3:15
14. Dreams – 3:46
15. Jump – 4:05
16. Drunk – 4:01
17. Confide in Me – 5:52